# 栃木運輸支局
栃木運輸支局（とちぎうんゆしきょく）は国土交通省の45都道府県にある運輸支局のひとつ。関東運輸局管内。

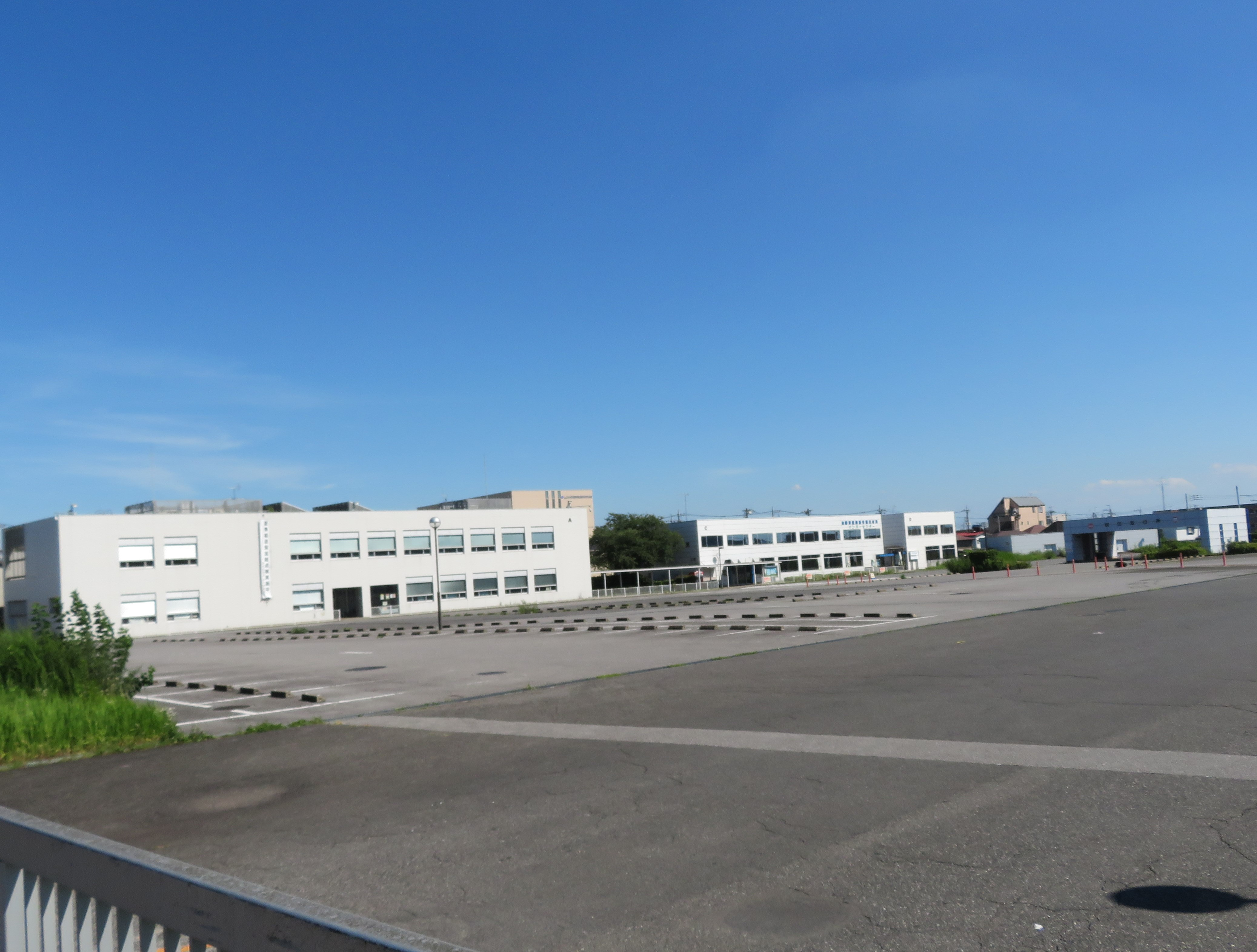
栃木運輸支局

管内に自動車検査登録事務所を有する。海事関係は栃木運輸支局で扱うが、船舶登録関係の業務は扱わない。

## 所在地
- 栃木運輸支局：栃木県宇都宮市八千代1-14-8
- 佐野自動車検査登録事務所：栃木県佐野市下羽田町2001-7

## 自動車登録管轄区域

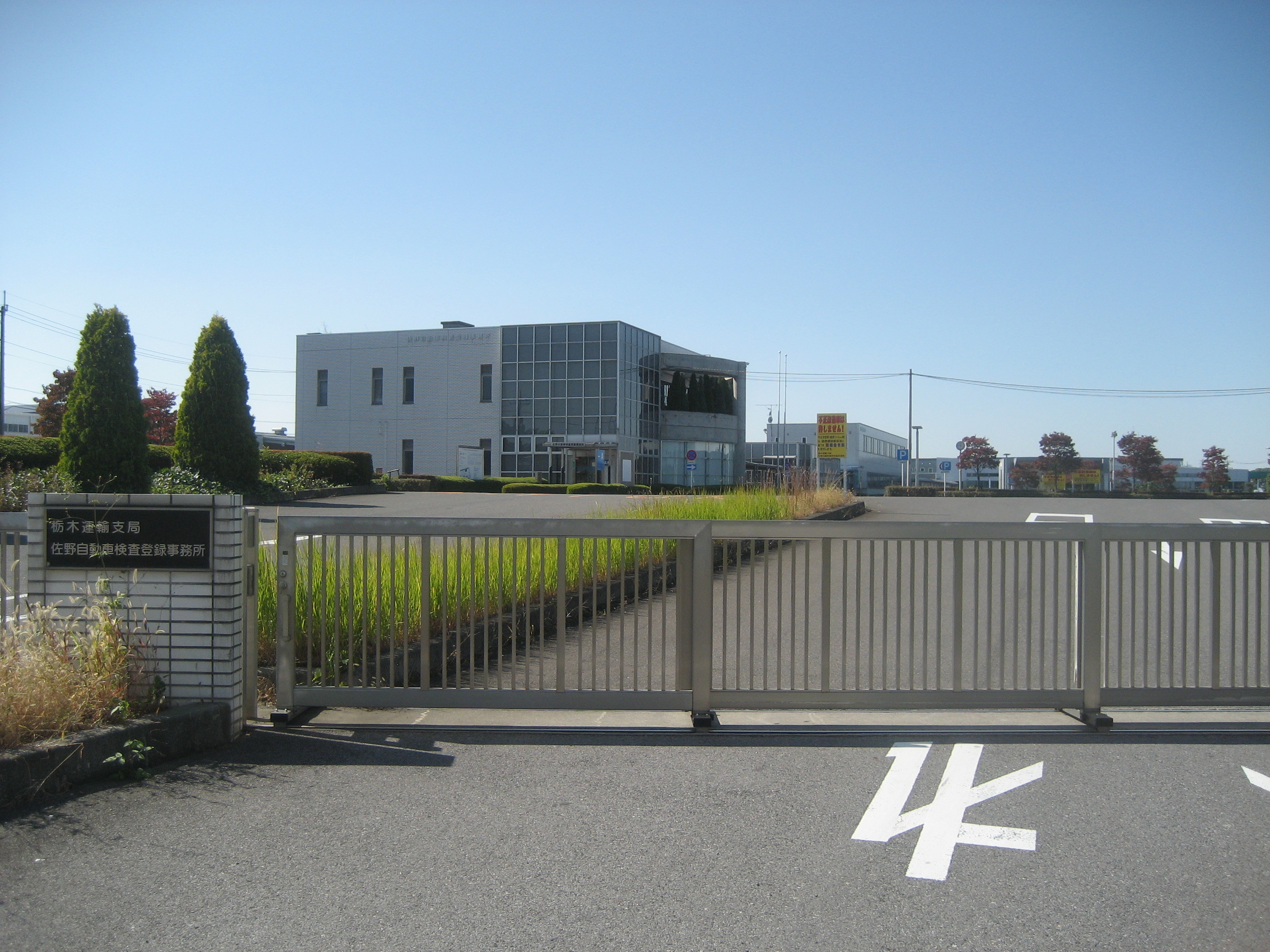
佐野自動車検査登録事務所

- 栃木運輸支局：栃木県中部・北部（宇都宮市・鹿沼市・日光市・真岡市・大田原市・矢板市・那須塩原市・さくら市・那須烏山市・下野市・河内郡・芳賀郡・塩谷郡・那須郡・下都賀郡壬生町）
- 佐野自動車検査登録事務所：栃木県南部（足利市・栃木市・佐野市・小山市・下都賀郡野木町）

## 交付されるナンバープレートについて
現在交付されているナンバープレートは下記の通りである。
- 栃木運輸支局：「宇都宮」ナンバーになる。
  - 大田原市、那須塩原市、那須郡那須町は「那須」ナンバーのご当地ナンバーとなる。
  - 日光市、塩谷町は2025年（令和7年）5月頃より、「日光」ナンバーのご当地ナンバーとなる予定[1]。
- 佐野自動車検査登録事務所：「とちぎ」ナンバーになる。

元々、栃木運輸支局においては栃木県全域において「栃木」ナンバー（1988年以前は「栃」ナンバー）を交付していたが、栃木県内での自動車登録台数が増加したこともあり、ナンバープレートの逼迫対策もあって、1999年に栃木県南部の佐野市に自動車検査登録事務所を設け、別のナンバープレートを交付することとした。しかし、県南部に「栃木市」が存在する（栃木市は佐野自動車検査登録事務所の管内）ために、栃木運輸支局管内で「栃木」ナンバーを使用しつづけると混乱が生じる恐れがあったことから、栃木運輸支局で交付するナンバープレートを支局の存在する宇都宮市から「宇都宮」ナンバーに変更し、さらに佐野自動車検査登録事務所管内は佐野ナンバーとせず、ひらがなの「とちぎ」ナンバーとした（このとき、佐野市より規模の大きい足利市・栃木市・小山市などから「佐野」ナンバーとすることへの反発からそれぞれ別のナンバーを提案する事態となり、一方で佐野市は「佐野」の名称を用いることにこだわり、最終的には当時の栃木県知事である渡辺文雄が自動車検査登録事務所の移転の可能性をちらつかせながら「佐野」の名前を用いることを断念させたという）。なお、ダンプカー表示番号の頭は『とち』ではなく『佐野』である。
このように運輸支局で交付するナンバープレートを変更した事例（1988年頃までに実施された、頭文字一文字からフル表示への変更を除く）は、埼玉運輸支局（1975年、埼玉→大宮）および茨城運輸支局（1978年、茨城→水戸）があるが、いずれも検査対象軽自動車の登録名のみの変更（普通登録自動車は「埼」「茨」からの変更）であり、普通登録自動車（白ナンバー・緑ナンバー）を含めた大規模な変更を行った事例は他にない。